# Peire Cardenal
Pour les articles homonymes, voir Cardenal.

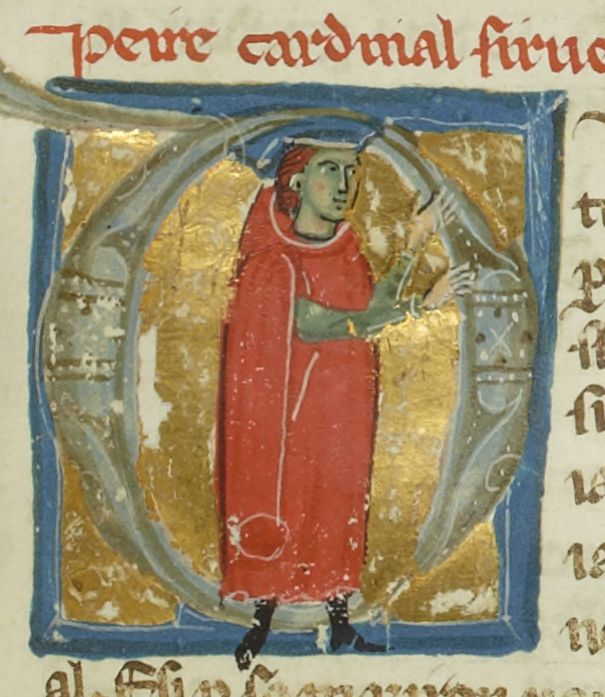
Peire Cardenal jeune
(Lettrine enluminée d'un autre manuscrit du XIIIe siècle. dans lequel son nom est également écrit « cardinal ».)

Peire Cardenal (Pierre Cardinal) est un troubadour né vers 1180 au Puy-Notre-Dame (lo Puei Nostra Domna, aujourd'hui Le Puy-en-Velay, Haute-Loire) ou à Brioude (Haute-Loire), et mort vers 1278, probablement à Montpellier (Hérault), âgé de près de cent ans.
Sa vie, comme celle de bien d'autres grands poètes, nous est très mal connue. Sa biographie ancienne, établie par Miquel de la Tor vers 1300, tient en une douzaine de phrases seulement. 

## Biographie
Son père, un chevalier respecté et puissant, le fait entrer encore enfant à la chanoinerie du Puy-Notre-Dame pour être chanoine. Là, il apprend à lire et à chanter. 
À vingt-trois ans, il quitte les ordres et entre à la cour des comtes de Toulouse (Raymond VI, puis Raymond VII). Marié vers l'âge de cinquante ans, il a au moins deux fils.
Bien qu'installé auprès des comtes de Toulouse, il voyage beaucoup (chose rare pour un troubadour) accompagné de son joglar [ʒuɡlar] (c'est-à-dire jongleur, artiste polyvalent qui interprète l'œuvre d'un troubadour).
Son périple s'achève à Montpellier, où le roi d’Aragon Jacques le Conquérant protège les troubadours et les jongleurs.
Son œuvre est riche et satirique. C'est un troubadour engagé, moraliste, rebelle, qui dénonce les mœurs politiques et ecclésiastiques de son époque. Il est l'auteur de beaucoup de sirventès (textes engagés) et de quelques cansos (chansons d'amour).
« Maître incontesté du sirventès politique, moral et religieux, [il] a laissé 96 poésies, soit 4 393 vers. Sa poésie propose une morale de tolérance et est imprégnée de l'esprit critique de la société occitane d'avant la conquête du Midi par les nobles français (croisade contre les Albigeois : 1209-1244) et d'avant l'Inquisition. Il dénonça l'immoralité d'une partie du clergé de son époque. »
| Tostemps vir cuidar en saber E camgi so cug per so sai, E lais mentir per dire ver, […] |  | Toujours je remplace croyance par savoir Et je change « je le crois » pour « je le sais », Et je renonce à mentir pour dire la vérité, […] |
|  |  |  |  |  |  |  |  |  |  |  |  |  |  |  |  |  |  |  |  |  |  |  |  |  |  |  |  |  |  |  | ——————————— |
| Tartarassa ni voutor No sent tan leu charn puden Quom clerc e prezicador Senton ont es lo manén. […] |  | Ni la buse ni le vautour Ne sentent aussi vite la chair puante Que les clercs et les prêcheurs Ne sentent où est le riche. […] |
Reprise : le groupe de ragga Massilia Sound System va adapter cette chanson sous le titre Tartarassa e Vautours dans son album 3968 CR 14